# Cecidomyiaceltis
Cecidomyiaceltis is een geslacht van insecten uit de familie van de mineervliegen (Agromyzidae), die tot de orde tweevleugeligen (Diptera) behoort.

## Soort
- C. deserta Patton, 1897